# Naubaisa Gaon
Naubaisa Gaon là một thị trấn thống kê (census town) của quận Jorhat thuộc bang Assam, Ấn Độ.

## Nhân khẩu
Theo điều tra dân số năm 2001 của Ấn Độ, Naubaisa Gaon có dân số 5042 người. Phái nam chiếm 51% tổng số dân và phái nữ chiếm 49%. Naubaisa Gaon có tỷ lệ 81% biết đọc biết viết, cao hơn tỷ lệ trung bình toàn quốc là 59,5%: tỷ lệ cho phái nam là 88%, và tỷ lệ cho phái nữ là 74%. Tại Naubaisa Gaon, 8% dân số nhỏ hơn 6 tuổi.